# Windigsteig
Windigsteig là một đô thị thuộc huyện Waidhofen an der Thaya trong bang Niederösterreich, Áo.